# 서맨사 워맥
서맨사 워맥(Samantha Womack, 1972년 11월 2일 ~ )은 잉글랜드의 배우, 가수이다.

## 출연 작품
- 킹스맨: 골든 서클